# 格朗堡
格朗堡（Grand Bourg）是阿根廷的城市，位於該國東部，距離首都布宜諾斯艾利斯36公里，由布宜諾斯艾利斯省負責管轄，海拔高度18米，2001年人口85,189。

## 外部連結
- （西班牙文） Municipal website map